# Departamento Capital (Córdoba)

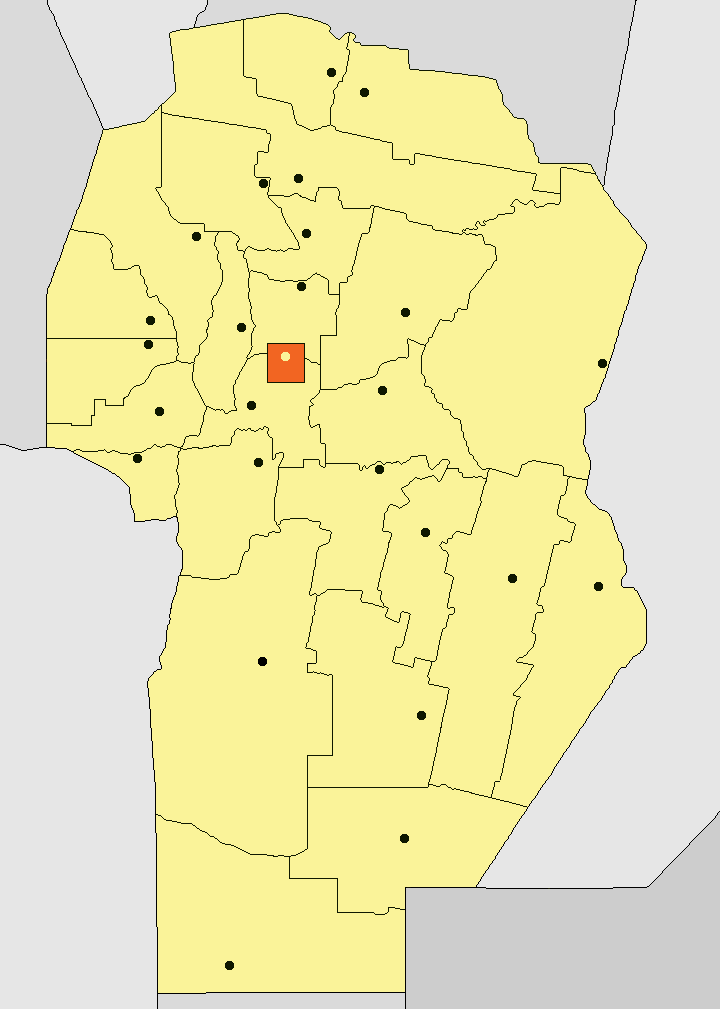
Lage des Departamento Capital in der Provinz Córdoba

Capital ist ein Departamento im mittleren Zentrum der zentralargentinischen Provinz Córdoba.
Insgesamt leben 1.505.250 Menschen auf 576 km² dort. Die Hauptstadt des Departamento ist Córdoba.

## Städte
- Córdoba[2]